# Abū ʿUbaida Muslim ibn Abī Karīma
Abū ʿUbaida Muslim ibn Abī Karīma at-Tamīmī (arabisch أبو عبيدة مسلم بن أبي كريمة التميمي) war ein islamischer Rechtsgelehrter, der während der späten Umayyadenzeit und frühen Abbasidenzeit eine führende Rolle in der ibāditischen Gemeinde von Basra spielte und die sogenannten „Wissensüberbringer“ (ḥamalat al-ʿilm) in die verschiedenen Provinzen des islamischen Reiches aussandte, die dort die ibāditische Lehre verbreiteten und an verschiedenen Orten eigene Imamate errichteten. Auch Abū ʿUbaida selbst gilt den heutigen Ibāditen als Imam.
Während der maghrebinische ibāditische Autor Ibn Sallām (st. nach 887) Abū ʿUbaida als die wichtigste ibāditische Persönlichkeit nach Dschābir ibn Zaid al-Azdī betrachtete, maßen ihm die frühen ibāditischen Quellen aus Oman dagegen eine erheblich geringere Bedeutung zu. In nicht-ibāditischen Quellen findet Abū ʿUbaidas Wirken kaum Erwähnung.

## Leben
Eine der wichtigsten Quellen für das Leben Abū ʿUbaidas ist das Kitāb as-Siyar von Abū l-ʿAbbās Ahmad ibn Saʿīd asch-Schammāchī (st. 1522) aus dem Dschabal Nafūsa. Dieses schöpft seine Informationen wiederum aus einem früheren Werk, dem Kitāb des Abū Sufyān Mahbūb ibn ar-Ruhail, der Anfang des 9. Jahrhunderts als der letzte Imam der Ibāditen von Basra amtierte.

### Herkunft und frühe Jahre
Abū ʿUbaida war iranischer Herkunft und Maulā des arabischen Stammes Tamīm. Der Name seines Vaters wird mit Kūdīn, Karzīn oder Kūrīn angegeben. Nach al-Dschāhiz war Abū ʿUbaidas Patron der bekannte Charidschit ʿUrwa ibn ʿUdaiya (st. nach 680), der nach der Schlacht von Siffin die Abspaltung der Charidschiten von ʿAlī ibn Abī Tālib betrieben hatte und Bruder des bekannten Charidschitenführer Mirdās ibn Udaiya war.
Abū ʿUbaida verdiente seinen Lebensunterhalt als Korbmacher (qaffāf). In seiner Jugend besuchte er den Unterricht der Scheiche Dumām ibn as-Sāʾib aus Oman, Dschaʿfar ibn as-Sammāk (od. Sammān) und Suhār ibn al-ʿAbd. Nach asch-Schammāchī wurde er während der Statthalterschaft von al-Haddschādsch ibn Yūsuf im Irak inhaftiert, nach dessen Tod im Jahre 714 aber wieder freigelassen.

### Tätigkeit als Gemeindevorsteher und Gelehrter
Zusammen mit seinen früheren Lehrern Dumām und Dschaʿfar und einem gewissen Abū Nūh Sālih ibn Nūh ad-Dahhān spielte er von nun an eine führende Rolle in der ibaditischen Gemeinde von Basra. Das Verhältnis zu dem neuen umayyadischen Statthalter im Irak, Yazīd ibn al-Muhallab, war dadurch relativ entspannt, dass dessen Schwester ʿĀtika selbst der ibaditischen Gemeinde angehörte.
Nach der maghrebinischen Tradition war es auch Abū ʿUbaida, der 719 eine Delegation zu dem Kalifen ʿUmar ibn ʿAbd al-ʿAzīz sandte. Die Delegation hielt sich gerade zu dem Zeitpunkt am Hof auf, als ʿAbd al-Malik, der Sohn des Kalifen, starb. Nach dem Tod von ʿUmar ibn ʿAbd al-ʿAzīz im Jahre 720 verschlechterte sich das Verhältnis zum Herrscherhaus jedoch wieder, weil der neue Kalif Yazid II. den Muhallabiden, die als Patrone der Ibaditen fungierten, feindlich gegenüberstand. In dieser Zeit nahmen einige Ibaditen, darunter auch Abū ʿUbaidas Lehrer Dschaʿfar, an dem Aufstand des Yazīd ibn al-Muhallab teil und opferten dabei ihr Leben.
Abū ʿUbaida stand derartigen Aktionen reserviert gegenüber, weil er die Hoffnung hegte, die Kalifen zu seiner Lehre bekehren zu können, und außerdem fürchtete, dass ein „Auszug“ (ḫurūǧ) wie derjenige der Azraqiten erneut zum Scheitern verurteilt sei. Asch-Schammāchī beschreibt Abū ʿUbaida als einen Quietisten. Als er gefragt wurde, was ihn an einem „Auszug“ hindere, wo doch alle seine Anhänger ihn unterstützen würden, soll er geantwortet haben: „Ich will das nicht“. Er selbst tat sich in dieser Zeit vor allem als Rechtslehrer, Theologe und Mufti hervor und scharte Schüler aus verschiedenen Gebieten des islamischen Reiches um sich. Einer seiner wichtigsten Schüler war der aus Oman stammende Rabīʿ ibn Habīb al-Farāhīdī, der nach seinem Tod die Führung der ibāditischen Gemeinde von Basra übernahm.

### Abū ʿUbaidas Propagandanetzwerk
Nach dem Bericht von asch-Schammāchī war es die Ungeduld seiner Anhänger, die Abū ʿUbaida dazu brachte, auch politisch aktiv zu werden. Allerdings wählte er nicht den Weg der offenen Rebellion, sondern entwickelte eine neue Form des „Hervortretens“ (ẓuhūr), indem er nämlich Basra zum Zentrum einer Propagandabewegung machte, die nicht in der Stadt selbst, sondern an anderen Orten Aufstände vorbereiten sollte. Diese Aufstände sollten letztendlich ein universales ibāditisches Imamat herbeiführen, das auf den Ruinen des Umayyadenstaates errichtet würde. Um sein Ziel zu erreichen, formte Abū ʿUbaida sein Lehrkolleg in Basra, das mittlerweile von Studierenden aus den verschiedensten Gebieten des islamischen Reiches besucht wurde, in eine geheime Propagandazentrale um. Hierbei stand ihm ein anderer ibāditischer Scheich namens Abū Maudūd Hādschib at-Tāʾī zur Seite, der eine zentrale Kasse (bait al-māl) aufbaute, mit der das Unternehmen finanziert werden konnte, und auch die Versorgung mit Waffen sicherte.
Um das Projekt vor den staatlichen Autoritäten geheim zu halten, praktizierte Abū ʿUbaida von nun an das Prinzip der „Geheimhaltung“ (kitmān). Der Unterricht wurde in einen Keller verlagert und vor der Tür eine Wache postiert, die beim Auftauchen von Fremden eine Eisenkette bewegte, so dass Abū ʿUbaida bei drohender Gefahr Zeit hatte, den Unterricht zu unterbrechen und seine Arbeit als Korbmacher fortzusetzen. Innerhalb der von Abū ʿUbaida geführten Gemeinschaft herrschte rigorose Disziplin. Abū ʿUbaida schloss Gemeindemitglieder aus, wenn sie nicht mit seiner Lehre übereinstimmten, und bestimmte, wann sie den Haddsch machen durften. Insbesondere qadaritische Lehren duldete er nicht in ihren Reihen. Seine prädestinatianische Haltung begründete er mit dem Ausspruch: „Wer zugibt, dass Gott von den Dingen weiß vor ihrer Existenz, der hat auch die Vorherbestimmung anerkannt.“
Als „Wissensüberbringer“ (ḥamalat al-ʿilm) wurden dann seine Schüler in Gruppen in die verschiedenen Provinzen des Reiches zurückgeschickt, um dort Anhänger zu sammeln und schließlich offen hervorzutreten. Jeder dieser Gruppen stellte Abū ʿUbaida zwei Männer voran, von denen im Falle des Erfolgs jeweils der eine das Imamat bekleiden sollte und der andere das Amt des Qādī. Nach asch-Schammāchī entsandte er derartige Teams in den Maghreb, den Jemen, den Hadramaut, nach Oman und nach Chorasan. Offenbar gab es an einigen dieser Orten auch schon vorher ibāditische Gemeinden, denn es wird zum Beispiel von einem ibāditischen Missionar namens Salama ibn Saʿīd in Qairawān berichtet, der eine Delegation von ḥamalat al-ʿilm zur Ausbildung bei Abū ʿUbaida nach Basra schickte.

### Die Errichtung von Imamaten
Abū ʿUbaidas Propagandaanstrengungen hatten an mehreren Orten Erfolg. Während der Wirren der dritten Fitna (744–750) konnten an zwei Orten von ihm geführte Ibāditen erfolgreich Imamate errichten. Das erste Imamat war dasjenige von ʿAbdallāh ibn Yahyā al-Kindī, genannt Tālib al-Haqq, der sich 746 im Hadramaut erhob und 747 Sanaa, die Hauptstadt Südarabiens, sowie Mekka und Medina einnehmen konnte. Asch-Schammāchī berichtet, dass sich in dieser Zeit auch der Alide ʿAbdallāh ibn al-Hasan al-Muthannā an Abū ʿUbaida wandte, um von ihm Unterstützung für einen geplanten Aufstand zu erhalten, Abū ʿUbaida jedoch eine Zusammenarbeit mit ihm ablehnte. Nachdem 748 der Aufstand des Tālib al-Haqq von umayyadischen Truppen niedergeschlagen worden war, erhoben 750 Ibāditen in Oman, die mit Abū ʿUbaida zusammenarbeiteten, einen Abkömmling des früheren omanischen Königshauses, al-Dschulandā ibn Masʿūd, zum neuen ibāditischen Imam. Auch dieses omanische Imamat brach allerdings schon kurze Zeit später wieder zusammen.
In den 750er Jahren kamen dann erneut mehrere Berber aus Tripolitanien zur Ausbildung nach Basra. Einer der ersten von ihnen war Ibn Mughtīr aus dem Stamm der Nafūsa. Er kehrte noch vor 757 in sein Heimatdorf Iǧnaw im Dschabal Nafusa zurück und wirkte dann dort als Mufti. Später wurden die drei Berber ʿĀsim as-Sadrātī, Abū Dāwūd aus Kebili, Ismāʿīl ibn Dirār aus Ghadames und der Perser ʿAbd ar-Rahmān ibn Rustam aus Qairawān nach Basra entsandt. Sie erhielten bei Abū ʿUbaida fünf Jahre lang Unterricht, anschließend sandte er sie mit dem Auftrag, ein neues Imamat zu errichten, in ihre Heimat zurück. Als zukünftigen Imam gab er ihnen den Jemeniten Abū l-Chattāb al-Maʿāfirī bei, der in Basra zu ihnen gestoßen war. Zusammengenommen, gelten die fünf Männer als die ḥamalat al-ʿilm, die eigentlichen ibāditischen Apostel Nordafrikas. Abū ʿUbaidas Plan wurde ausgeführt. Im Jahre 757 hielten die ibāditischen Würdenträger Tripolitaniens in Saiyād bei Tripoli ein geheimes Treffen ab, bei dem sie Abū l-Chattāb zum Imam erhoben.
Die ibāditischen Stämme der Hauwāra und Nafūsa eroberten daraufhin zusammen mit anderen Stämmen unter der Führung des neuen Imams ganz Tripolitanien einschließlich der Stadt Tripoli, die zum Sitz des Imamats wurde. Im Sommer 758 nahmen sie Qairawān ein, das sich damals im Besitz sufritischer Charidschiten befand. Zur Zeit seines Höhepunktes umfasste das Imamat des Abū l-Chattāb al-Maʿāfirī neben Tripolitanien und Tunesien auch den Osten des heutigen Staates Algerien. Schon 761 wurde der Imam-Staat allerdings durch ein abbasidisches Heer zerstört, Abū l-Chattāb selbst fiel in der Schlacht. Einem anderen von Abū ʿUbaidas „Wissensübermittlern“, ʿAbd ar-Rahmān ibn Rustam, gelang es jedoch, in den Westen zu fliehen, die Stadt Tāhert in seinen Besitz zu bringen und dort ein neues ibāditisches Imamat zu begründen. Seine Nachkommen, die Rustamiden, herrschten bis zum Beginn des 10. Jahrhunderts über weite Teile Nordafrikas.

### Sein Ende
Über das weitere Schicksal von Abū ʿUbaida ist nicht viel bekannt, außer dass er einen Schlaganfall erlitten haben soll. Nach asch-Schammāchī starb er während der Herrschaft des abbasidischen Kalifen al-Mansūr (reg. 753–775).

## Werke
- Sendschreiben zur zakat-Praxis, das Abū ʿUbaida an eine Diasporagemeinde gerichtet hat. Seine Echtheit wurde noch nicht untersucht. Behandelt wird die Frage, von wem der Zehnte (ʿušr) einzuziehen und an welche bedürftigen Personen er zu verteilen ist. Manche sehen in der tripolitanischen Gemeinschaft des Abū l-Chattāb al-Maʿāfirī den Adressaten des Schreibens. Der Text ist unter dem Titel Risālat Abī-Karīma (sic!) fī z-zakāt li-l-imām Abi-l-H̱aṭṭāb al-Maʿāfirī 1982 in Oman herausgegeben worden.[27]
- Die ibāditische Literatur überliefert daneben noch verschiedene andere Briefe, die Abū ʿUbaida und Hādschib at-Tāʾī an die ibāditischen Gemeinden in Tripolitanien und Oman gerichtet haben sollen.[28]
- Abū ʿUbaida erstellte auch eine Sammlung von Hadithen, die er von seinen Lehrern Dschābir ibn Zaid, Dschaʿfar ibn as-Sammāk und Suhār al-ʿAbdī erhalten hatte. Der Text ist jedoch verloren.[12]
- Seine Rechtsfragen unter dem Titel Masāʾil Abī ʿUbaida sind in bisher nicht geordneten Handschriften, deren Echtheit noch untersucht werden muss, erhalten.[29] Er ist eine der wichtigsten Quellen des ibāḍitischen Rechtsgelehrten Bišr ibn Ġānim († gegen 815)[30] in dessen dreibändigem al-Mudawwana al-kubrā.[31]

## Belege
1. ↑  Der moderne ibāditische Autor Ennami bezeichnet ihn als den „zweiten Imam der ibāditischen Gemeinde von Basra“ (S. 95).
2. ↑  Vgl. Ibn Sallām: Kitāb fīhi: Badʾ al-islām wa-šarāʾiʿ ad-dīn. Hrsg. Werner Schwartz und aš-Šaiḫ Sālim b. Yaʿqūb. Bibliotheca Islamica, Band 33. Wiesbaden 1986, S. 110, Z. 4-5: „Basrenser. Er überliefert nach Ǧābir b. Zaid. Er gehört zu den größten Gelehrten unter unseren Meistern nach Ǧābir.“ und Wilkinson 171f.
3. ↑  Vgl. Wilkinson 166-177.
4. ↑  Vgl. Wilkinson 163-165.
5. ↑  Vgl. Crone/Zimmermann 303, Lewicki 649b.
6. ↑  Vgl. Ennami 95-97.
7. ↑  Vgl. zu ihm G. Della Vida: Art. „Mirdās ibn Udaiya“ in The Encyclopaedia of Islam. New Edition Band VII, S. 123a–124a.
8. 1 2  Vgl. Ennami 105.
9. ↑  Vgl. Lewicki 650a, Wilkinson 167f.
10. 1 2  Vgl. Crone/Zimmermann 303.
11. ↑  Vgl. Ennami 111
12. 1 2  Vgl. Lewicki 650a.
13. ↑  Vgl. Wilkinson 170f.
14. ↑  Vgl. Wilkinson 173.
15. 1 2  Vgl. Wilkinson 172.
16. ↑  Vgl. Crone/Zimmermann 304.
17. ↑  Vgl. Wilkinson 176.
18. ↑  Vgl. Ennami 110.
19. ↑  Vgl. van Ess TuG II 202.
20. ↑  Vgl. van Ess TuG II 205.
21. 1 2  Vgl. Lewicki 650b.
22. ↑  Vgl. Rebstock 13.
23. ↑  Vgl. Ennami 108f.
24. ↑  Vgl. Ennami 120f.
25. ↑  Vgl. Rebstock 60-75, Ennami 115.
26. ↑  Vgl. van Ess TuG II 197.
27. ↑  Vgl. dazu van Ess TuG II 198.
28. ↑  Vgl. dazu Wilkinson 175.
29. ↑  Abū Ġānim Bišr ibn Ġānim al-Ḫurāsānī: al-Mudawwana al-kubrā. Hrsg. Muṣṭafā b. Ṣāliḥ Bāǧū. Oman 2007. Band 1, S. 20–21 (Einleitung)
30. ↑  Fuat Sezgin: Geschichte des arabischen Schrifttums. Band 1, S. 586; dort ist der Titel al-Mudawwana aṣ-ṣuġrā zu streichen; es stellt einen Teil des Werkes unter dem Titel al-Mudawwana (al-kubrā) dar.
31. ↑  Zum Handschriftenbestand siehe auch:Josef van Ess: Untersuchungen zu einigen ibāḍitischen Handschriften. In: Zeitschrift der Deutschen Morgenländischen Gesellschaft (ZDMG), 126 (1976), S. 38–42.

| Personendaten    | Personendaten                                                    |
| ---------------- | ---------------------------------------------------------------- |
| NAME             | Abū ʿUbaida Muslim ibn Abī Karīma                                |
| ALTERNATIVNAMEN  | Abū ʿUbaida Muslim ibn Abī Karīma at-Tamīmī (vollständiger Name) |
| KURZBESCHREIBUNG | islamischer Rechtsgelehrter                                      |
| GEBURTSDATUM     | 7. Jahrhundert                                                   |
| STERBEDATUM      | 8. Jahrhundert                                                   |